# Kappa Alpha

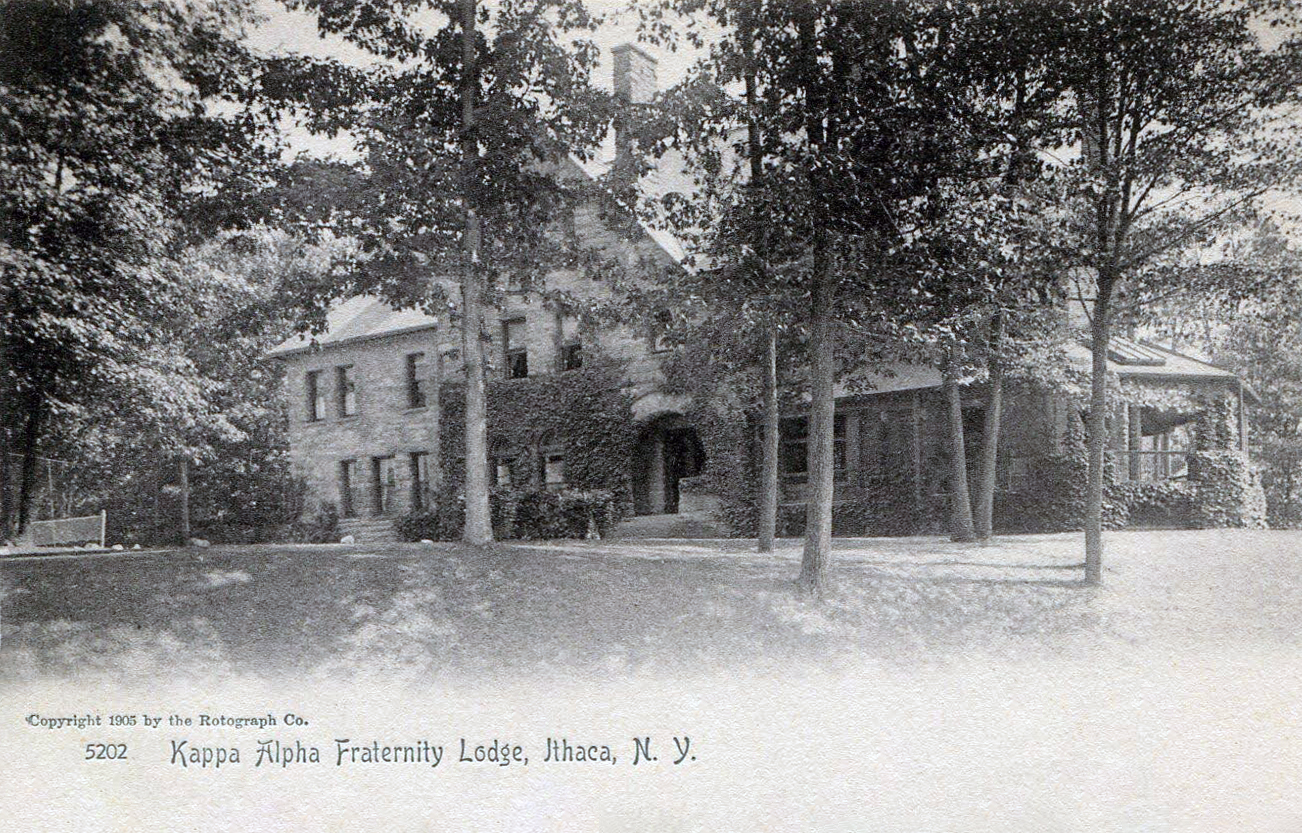
Carte postale de 1905 montrant la loge de la Kappa Alpha Society

La Kappa Alpha Society (ΚΑ), créée en 1825, est le précurseur des fraternités modernes en Amérique du Nord. Elle est la première des fraternités qui deviendra finalement connue comme l'une des membres de l'Union Triad. De plus, le Manuel de Baird déclare que  KA, contrairement à d'autres fraternités, a maintenu une existence continuelle depuis sa fondation, faisant d'elle la plus vieille fraternité d'étudiants existant aujourd'hui. À compter de 2016, il y a neuf chapitres actifs dont l'implantation est répartie entre les États-Unis et le Canada.